# 圣彼得罗莫塞佐
圣彼得罗莫塞佐（義大利語：San Pietro Mosezzo）是意大利诺瓦拉省的一个市镇。总面积34平方公里，人口1988人，人口密度58.5人/平方公里（2009年）。ISTAT代码为003135。